# Jon McMurray
Jon James McMurray (Calgary, Alberta, Canadá; 28 de julio de 1984 - 20 de octubre de 2018, Westwold, Columbia Británica) conocido simplemente como Jon James, fue un rapero, músico y cineasta canadiense. Nació en Calgary, Canadá pero vivió en Los Ángeles, California.
Murió el 20 de octubre de 2018 en un accidente en Westwold, Columbia Británica, mientras filmaba un video musical.

## Esquí
Conocido por combinar el freeskiing y las acrobacias extremas, McMurray fue la primera personalidad de los deportes de acción en conseguir con éxito una transferencia de back-flip de riel a riel. Comenzó su carrera como atleta profesional durante la escuela secundaria, y compitió y filmó internacionalmente en América del Norte, Europa, Australia y Nueva Zelanda. Apareció en películas de deportes de acción de Matchstick Productions, Poorboyz Productions, Level 1 Productions y otros. Además de recibir la exposición internacional de la revista Sports Illustrated, McMurray también fue el propietario y fundador de Loose Canon Productions, una compañía cinematográfica que lanzó la película de estilo de vida de acción deportiva Sin Causa. Sus principales patrocinadores a lo largo de su carrera fueron Oakley, Rossignol, Rip Curl y Smith Optics.

## Lesiones
La tendencia de McMurray a realizar acrobacias peligrosas provocó varias lesiones graves, entre ellas siete cirugías, un cuello fracturado y una fractura en la espalda en dos ocasiones distintas.

## Muerte
El 20 de octubre de 2018, McMurray murió mientras intentaba caminar en el ala de un avión, un truco conocido como ala caminando, mientras filmaba un video musical. McMurray se cayó del ala demasiado cerca del suelo para desplegar su paracaídas de respaldo. Tenía 34 años.

## Música
McMurray (Jon James Aka. McFee) comenzó a rapear y producir música hip hop mientras estaba de gira en la industria de los deportes de acción después de romperse la espalda. Actuó bajo el nombre de Jon James, su primer y segundo nombre de nacimiento. Su álbum 'Rex Leo' fue lanzado 2016.